# ناوچه کلاس لوپو
ناوچه کلاس لوپو (به انگلیسی: Lupo-class frigate) یک کلاس از کشتی است که طول آن ۱۱۳٫۲ متر (۳۷۱ فوت) می‌باشد.